# Луї Рено (правник)
Луї Рено (фр. Louis Renault, 21 травня 1843, Отен — 8 лютого 1918) — французький юрист, лауреат Нобелівської премії миру за 1907 рік разом з Ернесто Монета.

## Біографія
Народився у 1843 році в Отьєн, Франція. У 1861 році отримав ступінь бакалавра з літератури у Діжонському університеті, а з 1868 по 1873 роки працював там викладачем римського та торговельного права. З 1873 року працював на юридичному факультеті Паризького університету, де 1881 став професором міжнародного права. 1890 року був призначений юрисконсультом до міністерства закордонних справ. На зазначеній посаді неодноразово представляв Францію на міжнародних зустрічах, в тому числі на двох Гаагських конференціях (1899 и 1907) та на Лондонській морській конференції (1908—1909).
Був авторитетним членом Міжнародного третейського суду, тому залучався до вирішення суперечок, серед яких був спір про японські податки (1905), касабланська справа (1909), справа Саваркара (1911) та інші.
1907 року Рено разом з Ернесто Монета став лауреатом Нобелівської премії миру «як справжній геній міжнародного права у Франції». Він також був відзначений Ордену почесного легіону — найвищої нагороди Франції.
Помер у 1918 році у своєму заміському будинку поблизу Парижа.